# Keeps Gettin' Better
"Keeps Gettin' Better" é uma canção da cantora norte-americana Christina Aguilera, gravada para o seu primeiro álbum de grandes êxitos Keeps Gettin' Better: A Decade of Hits. Foi composta e produzida por Linda Perry, com o auxílio na escrita pela própria Aguilera. A sua gravação decorreu em 2008, no estúdio Kung Fu Gardens em Hollywood, na Califórnia. Deriva de origens estilísticas de electropop, dance-pop e house, que infunde som electrónico com uma mistura de sintetizadores. A sua sonoridade é composta através dos fortes vocais, juntando ainda acordes de guitarra e piano. Liricamente, o tema retrata a cantora como se fosse uma super-heroína. Segundo a própria artista, foi inspirada na sua experiência durante a maternidade que coincidiu com a realização da obra. Christina também afirmou que após o parto se sentiu "sobrenatural", e ainda referiu o cineasta Andy Warhol e a banda britânica Goldfrapp, como modelos para a elaboração de todo o processo.
A canção foi disponibilizada na iTunes Store da Austrália, Brasil e Estados Unidos a 8 de Setembro de 2008 e enviada para as áreas radiofónicas mainstream através da RCA Records no dia 22 desse mesmo mês. Mais tarde, foi comercializado em CD single na Alemanha e Reino Unido, servindo como primeiro single da sua colecção de maiores êxitos. A recepção por parte da crítica sobre a música foi mista, pois os analistas consideraram que numa época em que a música dance se foi tornando cada vez mais importante, acabaram por rotular o esforço de Aguilera como tão previsível e realçaram a falta de originalidade. No entanto, a melodia foi considerada como "cativante", e os profissionais admitiram uma mudança bem-vinda de 2006 do disco Back to Basics. Comercialmente, após o seu lançamento, a faixa tornou-se na segunda melhor estreia da artista na Billboard Hot 100 dos Estados Unidos, seguindo-se a "Ain't No Other Man" de 2006. Noutros países, conseguiu atingir a lista dos vinte singles mais vendidos da Alemanha, Áustria, do Canadá, da Eslováquia, Irlanda, Itália e do Reino Unido.
O vídeo musical foi dirigido por Peter Berg e lançado a 27 de Outubro de 2008 através do sítio iLike. O tema caracteriza Aguilera numa sala de edição a produzir o teledisco para a canção através de um ecrã verde. A artista utiliza os equipamentos disponibilizados para criar várias personagens, incluindo a Catwoman, e ainda uma versão da própria Christina com uma peruca azul e vestuário futurista. A faixa recebeu várias interpretações ao vivo como parte da sua divulgação, como na cerimónia Video Music Awards de 2008. A cantora interpretou o tema vestida com uma catsuit numa versão remisturada com o seu single de estreia "Genie in a Bottle", antes de cantar "Keeps Gettin' Better" por completo.

## Antecedentes e lançamento
"Estava muito inspirada no estilo e na influência desse género [arte pop], Jane Birkins, Blondie, as mulheres que vieram antes e que fizeram isso tantas vezes e tão bem - isto é quase como uma homenagem a elas. Além destes, falo em Warhol, Nico dos Velvet Underground... por isso é todo o tipo de laços para uma sensação e torção de arte pop. Mas com um sabor futurista do que está para vir."

—Aguilera numa entrevista com a MTV News sobre a canção.

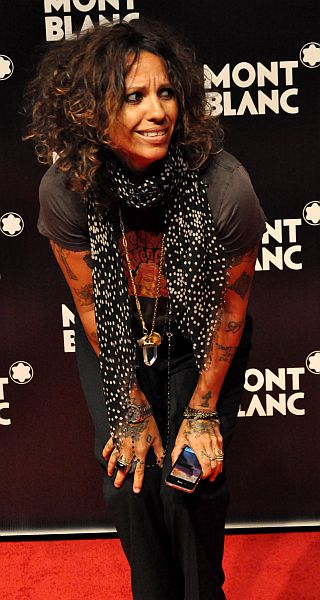
A artista Linda Perry esteve a cargo dos arranjos da faixa, bem como a sua composição e produção.

A obra foi lançada um ano após o parto do primeiro filho de Aguilera, Max. A cantora afirmou numa entrevista com o portal MSN que "crescer e tornar-se numa mulher, ser mãe, é uma fase diferente da sua vida e também em termos musicais". Sobre a elaboração da faixa, Christina realçou que desejava "regressar com algo novo e fresco", denominando a sua nova era musical como "futurista". O desenvolvimento da canção foi inspirado por artistas como Blondie, Velvet Underground e Nico. Visualmente, músicos como Andy Warhol e Roy Lichtenstein foram citados como inspiração em Keeps Gettin' Better: A Decade of Hits. Numa conversa com o canal televisivo MTV, a artista comentou que a sua nova fase passava por "uma sensação muito arte pop a nível visual". Aguilera também afirmou que tinha sido um "mergulho profundo" em "electro, em especial", revelando que tinha começado a pensar em colaborações com artistas proeminentes de dance: Goldfrapp e Ladytron. Durante a entrevista com a MTV, discutiu a influência e conceito para elaborar a música e o álbum:
| “ | Eu queria dar [aos fãs] um pouco do que está para vir [com o desempenho nos VMA]. A veia do novo material é assumidamente futurista, o que me está a inspirar no momento... e é uma grande sensação de arte pop, visualmente [...] [Existe] um regresso a Andy Warhol e a todas as suas cores e vivacidade e à sua brilhante ousadia. Sou uma grande coleccionadora de arte pop e do graffiti neste momento. | ” |

O tema foi disponibilizado na iTunes Store da Austrália, Brasil e Estados Unidos a 8 de Setembro de 2008, e enviado para as rádios norte-americanas no dia 22 desse mesmo mês através da editora RCA Records. Foi ainda lançado um CD single na Alemanha e outro no Reino Unido, que apenas difere na segunda faixa. Num comunicado à imprensa no estúdio Paramount Pictures, em Los Angeles, a cantora confirmou que iria actuar nos MTV Video Music Awards de 2008. "Esta será a primeira vez que o meu filho me irá ver actuar na televisão, mas apenas por um bocado porque não o deixo ver muita televisão ainda. Vou fazer uma excepção para os VMA", afirmou a cantora no comunicado. O desempenho consistiu na primeira performance ao vivo de "Keeps Gettin' Better", começando minutos antes com um trabalho seu anterior, "Genie in a Bottle". "Vocês terão acesso a uma primeira visualização da minha nova imagem e do meu novo som", disse Aguilera em discussão do conceito da actuação. "No último álbum, o estilo e sonoridade era acerca do glamour vintage - este é todo sobre o futuro". A interpretação da melodia na cerimónia chamou a atenção dos críticos, em que Nick Levine do portal Digital Spy adjectivou-a de "provocante".

## Estilo musical e letra
"Keeps Gettin' Better" é uma canção de condução aleatória que incorpora elementos de estilo electropop, dance-pop e house, produzida pela norte-americana Linda Perry. A sua gravação decorreu em 2008, no estúdio Kung Fu Gardens em Hollywood, na Califórnia. A sua composição infunde som electrónico com uma mistura de sintetizadores e a sua sonoridade é composta através dos fortes vocais, juntando ainda acordes de guitarra e piano. Perry esteve a cargo de toda a engenharia acústica e Andrew Chavez trabalhou na melodia através do Pro-Tools, sendo recrutado também como braço direito e teve a assistência de Krisofer Kaufman. Tchad Blake foi o responsável pelo processo de mistura e Marc Jameson pela programação de bateria. O jornal inglês The Times notou que a obra era um número "electro e glamoroso". A nível sonoro, foi descrita como uma faixa "musculosa e repercussiva", ganhando comparações com o disco Supernature da banda Goldfrapp e "Womanizer" de Britney Spears.
A letra foi escrita por Linda Perry e a própria Christina Aguilera. De acordo com a partitura publicada pela Universal Music Publishing Group, a música é definida no tempo de assinatura aleatório com um metrónomo de 130 batidas por minuto. Composta na chave de fá menor com o alcance vocal que vai desde da nota baixa de fá com três oitavas, para a nota de alta de dó. Liricamente, o tema retrata a cantora como se fosse uma super-heroína. Segundo a própria artista, foi inspirada na sua experiência durante a maternidade que coincidiu com a realização da obra:
| “ | Depois de ter o meu filho, é muito engraçado ver do que as mulheres são capazes, somos super-mulheres, fazemos tudo: Damos amor, damos leite. Por outro lado, tenho o meu próprio negócio. Estou a tratar da minha carreira. Na qual tenho vindo a ser rotulada com uma cabra. Se é isso que vou ser chamada por ser assertiva e saber quem sou e o que quero da vida, então que assim seja. Vou usar esse rótulo com orgulho. Para mim, trata-se de transformar a palavra em algo positivo. | ” |

## Recepção pela crítica
| Críticas profissionais | Críticas profissionais |
| Avaliações da crítica  | Avaliações da crítica  |
| Fonte                  | Avaliação              |
| ---------------------- | ---------------------- |
| About.com              | [ 15 ]                 |
| BBC                    | [ 16 ]                 |
| Digital Spy            | [ 17 ]                 |
| The Daily Mirror       | [ 18 ]                 |

As críticas após o lançamento da faixa foram geralmente mistas. Bill Lamb do portal About.com atribuiu três estrelas de cinco possíveis, observando o esforço inspirado em dance de Aguilera, numa época de predomínio deste género na indústria. O analista também referiu aspectos mais negativos, afirmando que "a vibração cativante de electro-pop não é suficiente para tornar num dos seus registos mais memoráveis". Da mesma opinião que Lamb, Sal Cinquemani da Slant Magazine, comentou sobre o tema estar possivelmente ultrapassado. "Não é exactamente o que se chamaria de original, mas se é verdade que o seu próximo álbum de estúdio vai reprisar este som electro-pop, Aguilera merece crédito por recusar-se a jogar pelo seguro", afirmou Sal. Alex Fletcher do sítio Digital Spy avaliou a canção com quatro estrelas, afirmando que é "um deleite para os ouvidos" e um bom regresso desde do seu Back to Basics de 2006. Do mesmo sítio on-line, Nick Levine fez ainda comparações com Britney Spears, mais propriamente com a música "Womanizer", dizendo que "é mais do que um jogo em termos musicais".
Fraser McAlpine da BBC fez uma análise mista sobre o single, reconhecendo a maturidade de Christina ao longo dos versos da obra. No entanto, McAlpine confidenciou que este poderia ser muito bem um trabalho de Pink e considerou até "que talvez ela fizesse melhor caso fosse seu". Gavin Martin do diário The Daily Mirror também respondeu de forma neutra ao lançamento da faixa, classificando-a com três estrelas de cinco possíveis. Martin afirmou que "não é que este novo número da sua futura compilação de grandes êxitos seja mau - mas é muito mais rotineiro de que pretende ser". Chris Willman da revista Entertainment Weekly salientou que as novas adições da compilação são como "confecções electrónicas, e as suas costeletas soam apenas como um conjunto quente em lume brando". Stephen Thomas Erlewine da AllMusic considerou que a cantora terá começado na sombra de Spears, mas em "Keeps Gettin' Better" consegue "provar que não há cantora pop da sua época que tenha uma carreira melhor", concluindo que "se dúvidas existissem, as novas músicas são alguma indicação". Nick Butler da página Sputnikmusic afirmou que o tema em conjunto com "Dynamite" são como uma declaração de morte à cantora pop Christina e um anúncio do nascimento da artista electro de "longa vivência".

## Vídeo musical

### Antecedentes e lançamento
O vídeo musical foi dirigido por Peter Berg, sendo influenciado pelos seus filmes; Minority Report e na série James Bond. Berg afirmou que concebeu o guião para mostrar a Aguilera "a sua transformação ao longo do tempo, em homenagem aos seus dez anos de carreira", de acordo com uma notificação da RCA. O sítio Popjustice acompanhou o progresso das gravações do teledisco a 22 de Outubro de 2008, reportando que tinha sido produzido num grande ecrã verde mas o conceito seria baseado em Christina pressionar vários botões para parecer que estaria a dirigir o seu próprio trabalho. A própria artista discutiu sobre o processo de produção do vídeo, afirmando o seguinte:
| “ | Eu gostei realmente de fazer o vídeo para 'Keeps Gettin' Better', sendo eu uma artista que gosta de brincar com diversos estilos, foi muito divertido interpretar várias personagens dentro da mesma gravação. | ” |

O projecto acabou por ser oficialmente lançado a 27 de Outubro de 2008 através do sítio on-line iLike. Ficou disponível na iTunes Store dos Estados Unidos, de França e Portugal no mesmo mês.

### Sinopse e recepção

Aguilera interpreta várias personagens durante o vídeo musical, sendo que uma delas é a heroína Catwoman retratada na imagem.

A trama, com uma duração superior a três minutos, começa com ondas digitais e multi-coloridas que se fundem numa cena em que a artista está sentada numa sala de edição com painéis de edição à sua frente. Enquanto decorre a melodia, Aguilera pressiona vários botões que piscam e mostram vários cenários em grandes ecrãs. As primeiras imagens mostradas incluem a cantora a interpretar várias personagens; Catwoman, uma figura com cabelos azuis e futurista, e uma outra influenciada numa hippie da década de 1960. A personalidade loira mostra-se a segurar uma câmara de vídeo antiga com gravações de edifícios altos, enquanto são mostradas fotos de Christina nos ecrãs de projecção. Numa segunda definição, a rapariga loira anda de bicicleta através de um campo, e por vezes, faz movimentos.
Durante o teledisco, Aguilera tira do seu bolso um telemóvel de ecrã táctil com uma imagem sua futurista com longos cabelos azuis, depois de produzir a cena de um carro conversível, dá entrada da personagem do dispositivo para o carro. A cantora produz ainda várias silhuetas de uma figura de estilo catwoman, vestindo um catsuit de couro preto e orelhas de gato também. Esta personalidade também é projectada a andar numa moto preta e a segurar uma arma. No final, a jovem mistura os vários ecrãs que contêm as cenas projectadas, é mostrado um robô de brinquedo, e termina quando todos os dispositivos da sala de edição são desligados.
Gil Kaufman do canal televisivo MTV elogiou o vídeo pelo seu ambiente futurista: "Uma loira, uma Aguilera de capuz fica atrás de uma gigante mesa de mistura com aspecto retro com luzes muito bonitas a piscar, que nos leva a um passeio rápido de edição através das suas muitas personagens. Ela é uma cineasta hippie de 1960, uma rapariga de cabelo azul e uma mascarada, vestindo um macacão de super-herói e atirando faíscas com as pontas dos dedos, e até anda numa mota moderna. Durante o tempo todo, um querido robô japonês dança ao lado de Aguilera, que o controla com a agitação dos seus dedos enquanto projecta as suas cenas no ecrã gigante". O portal Popjustice também recebeu positivamente o teledisco, afirmando que "é uma profusão de mudanças de roupa, maquilhagem, vários "cenários" e até parece que Christina se está a divertir [com a situação].

## Faixas e formatos
A versão digital de "Keeps Gettin' Better" é composta apenas por uma faixa de três minutos e dois segundos. O CD single comercializado na Alemanha incluia a original mais o instrumental, mas no Reino Unido a segunda faixa foi substituída por uma remistura da canção.
| Descarga digital |                        |         |  |
| N.º              | Título                 | Duração |  |
| 1.               | "Keeps Gettin' Better" | 3:02    |  |

| CD single (Alemanha) |                                       |         |  |
| N.º                  | Título                                | Duração |  |
| 1.                   | "Keeps Gettin' Better"                | 3:02    |  |
| 2.                   | "Keeps Gettin' Better" (instrumental) | 3:02    |  |
| Duração total:       | Duração total:                        | 6:04    |  |

| CD single (Reino Unido) |                                                             |         |  |
| N.º                     | Título                                                      | Duração |  |
| 1.                      | "Keeps Gettin' Better"                                      | 3:02    |  |
| 2.                      | "Keeps Gettin' Better" (Tom Neville's Worse For Wear Remix) | 7:25    |  |
| Duração total:          | Duração total:                                              | 10:27   |  |

## Desempenho nas tabelas musicais
A 21 de Setembro de 2008, a canção debutou na sua melhor posição, a vigésima sexta, na ARIA Singles Chart na Austrália. Na Canadian Hot 100 estreou no 16.º lugar, e na semana seguinte foi considerada a faixa com mais reproduções e vendas, subindo até à quarta posição. Na edição de 30 de Setembro, "Keeps Gettin' Better" vendeu 143,895 mil descargas digitais na sua primeira semana, atingindo o sétimo lugar na Billboard Hot 100. A obra tornou-se na melhor entrada de Aguilera e a primeira a ficar entre as dez mais vendidas desde "Ain't No Other Man" em 2006. Em Setembro de 2014, as suas vendas eram avaliadas em 1 milhão e 156 mil unidades digitais distribuídas nos Estados Unidos. Na Europa, o seu desempenho comercial foi moderado, conseguindo entrar na lista das vinte canções mais comercializadas de vários países, como a Alemanha, Áustria, Eslováquia, Irlanda, Itália e Reino Unido.